# Isótopos do einstênio
O einstênio (Es) é um elemento artificial cuja, massa atômica padrão não pode ser determinada, e sendo um elemento artificial, também não possui isótopos estáveis. O primeiro isótopo a ser descoberto foi o 253Es após a explosão-teste de uma bomba-H em 1952. Dezenove radioisótopos do  einstênio são conhecidos (do 240Es ao 258Es), além de três formas meta-estaveis ou isômeros nucleares (250mEs, 254mEs, 256mEs). O isótopo de vida mais longa é o 252Es, com uma meia-vida de 471,7 dias (t1/2=471,7 d).
| Simbolo do nuclídeo | Z(p)                  | N(n)                  | massa isotópica (u)   | meia-vida           | modo(s) de decaimento | isótopos filho(s) | spin nuclear |
| Simbolo do nuclídeo | energia (em isômeros) | energia (em isômeros) | energia (em isômeros) | meia-vida           | modo(s) de decaimento | isótopos filho(s) | spin nuclear |
| ------------------- | --------------------- | --------------------- | --------------------- | ------------------- | --------------------- | ----------------- | ------------ |
| 240Es               | 99                    | 141                   | 240.06892(43)#        | 1# s                | α                     | 236Bk             |              |
| 240Es               | 99                    | 141                   | 240.06892(43)#        | 1# s                | β+ (raro)             | 240Cf             |              |
| 241Es               | 99                    | 142                   | 241.06854(24)#        | 10(5) s [8(+6-5) s] | α                     | 237Bk             | (3/2-)       |
| 241Es               | 99                    | 142                   | 241.06854(24)#        | 10(5) s [8(+6-5) s] | β+ (raro)             | 241Cf             | (3/2-)       |
| 242Es               | 99                    | 143                   | 242.06975(35)#        | 13.5(25) s          | α (99.94%)            | 238Bk             |              |
| 242Es               | 99                    | 143                   | 242.06975(35)#        | 13.5(25) s          | β+, FS (.6%)          | (vários)          |              |
| 242Es               | 99                    | 143                   | 242.06975(35)#        | 13.5(25) s          | β+ (rare)             | 242Cf             |              |
| 243Es               | 99                    | 144                   | 243.06955(25)#        | 21(2) s             | β+ (70%)              | 243Cf             | 3/2-#        |
| 243Es               | 99                    | 144                   | 243.06955(25)#        | 21(2) s             | α (30%)               | 239Bk             | 3/2-#        |
| 244Es               | 99                    | 145                   | 244.07088(20)#        | 37(4) s             | β+ (94.69%)           | 244Cf             |              |
| 244Es               | 99                    | 145                   | 244.07088(20)#        | 37(4) s             | α (5.3%)              | 240Bk             |              |
| 244Es               | 99                    | 145                   | 244.07088(20)#        | 37(4) s             | β+, FS (.01%)         | (various)         |              |
| 245Es               | 99                    | 146                   | 245.07132(22)#        | 1.1(1) min          | β+ (60%)              | 245Cf             | (3/2-)       |
| 245Es               | 99                    | 146                   | 245.07132(22)#        | 1.1(1) min          | α (40%)               | 241Bk             | (3/2-)       |
| 246Es               | 99                    | 147                   | 246.07290(24)#        | 7.7(5) min          | β+ (90.1%)            | 246Cf             | 4-#          |
| 246Es               | 99                    | 147                   | 246.07290(24)#        | 7.7(5) min          | α (9.9%)              | 242Bk             | 4-#          |
| 246Es               | 99                    | 147                   | 246.07290(24)#        | 7.7(5) min          | β+, FS (.003%)        | (vários)          | 4-#          |
| 247Es               | 99                    | 148                   | 247.07366(3)#         | 4.55(26) min        | β+ (93%)              | 247Cf             | 7/2+#        |
| 247Es               | 99                    | 148                   | 247.07366(3)#         | 4.55(26) min        | α (7%)                | 243Bk             | 7/2+#        |
| 247Es               | 99                    | 148                   | 247.07366(3)#         | 4.55(26) min        | FS (9×10−5%)          | (vários)          | 7/2+#        |
| 248Es               | 99                    | 149                   | 248.07547(6)#         | 27(5) min           | β+ (99.75%)           | 248Cf             | 2-#,0+#      |
| 248Es               | 99                    | 149                   | 248.07547(6)#         | 27(5) min           | α (.25%)              | 244Bk             | 2-#,0+#      |
| 248Es               | 99                    | 149                   | 248.07547(6)#         | 27(5) min           | β+, FS (3×10−5%)      | (vários)          | 2-#,0+#      |
| 249Es               | 99                    | 150                   | 249.07641(3)#         | 102.2(6) min        | β+ (99.43%)           | 249Cf             | 7/2+         |
| 249Es               | 99                    | 150                   | 249.07641(3)#         | 102.2(6) min        | α (.57%)              | 245Bk             | 7/2+         |
| 250Es               | 99                    | 151                   | 250.07861(11)#        | 8.6(1) h            | β+ (97%)              | 250Cf             | (6+)         |
| 250Es               | 99                    | 151                   | 250.07861(11)#        | 8.6(1) h            | α (3%)                | 246Bk             | (6+)         |
| 250mEs              | 200(150)# keV         | 200(150)# keV         | 200(150)# keV         | 2.22(5) h           | CE (99%)              | 250Cf             | 1(-)         |
| 250mEs              | 200(150)# keV         | 200(150)# keV         | 200(150)# keV         | 2.22(5) h           | α (1%)                | 246Bk             | 1(-)         |
| 251Es               | 99                    | 152                   | 251.079992(7)         | 33(1) h             | CE (99.51%)           | 251Cf             | (3/2-)       |
| 251Es               | 99                    | 152                   | 251.079992(7)         | 33(1) h             | α (.49%)              | 247Bk             | (3/2-)       |
| 252Es               | 99                    | 153                   | 252.08298(5)          | 471.7(19) d         | α (76%)               | 248Bk             | (5-)         |
| 252Es               | 99                    | 153                   | 252.08298(5)          | 471.7(19) d         | CE (24%)              | 252Cf             | (5-)         |
| 252Es               | 99                    | 153                   | 252.08298(5)          | 471.7(19) d         | β- (.01%)             | 252Fm             | (5-)         |
| 253Es               | 99                    | 154                   | 253.0848247(28)       | 20.47(3) d          | α                     | 249Bk             | 7/2+         |
| 253Es               | 99                    | 154                   | 253.0848247(28)       | 20.47(3) d          | FS (8.7×10−6%)        | (vários)          | 7/2+         |
| 254Es               | 99                    | 155                   | 254.088022(5)         | 275.7(5) d          | α                     | 250Bk             | (7+)         |
| 254Es               | 99                    | 155                   | 254.088022(5)         | 275.7(5) d          | EC (10−4%)            | 254Cf             | (7+)         |
| 254Es               | 99                    | 155                   | 254.088022(5)         | 275.7(5) d          | FS (3×10−6%)          | (vários)          | (7+)         |
| 254Es               | 99                    | 155                   | 254.088022(5)         | 275.7(5) d          | β- (1.74×10−6%)       | 254Fm             | (7+)         |
| 254mEs              | 84.2(25) keV          | 84.2(25) keV          | 84.2(25) keV          | 39.3(2) h           | β- (98%)              | 254Fm             | 2+           |
| 254mEs              | 84.2(25) keV          | 84.2(25) keV          | 84.2(25) keV          | 39.3(2) h           | TI (3%)               | 254Es             | 2+           |
| 254mEs              | 84.2(25) keV          | 84.2(25) keV          | 84.2(25) keV          | 39.3(2) h           | α (.33%)              | 250Bk             | 2+           |
| 254mEs              | 84.2(25) keV          | 84.2(25) keV          | 84.2(25) keV          | 39.3(2) h           | CE (.078%)            | 254Cf             | 2+           |
| 254mEs              | 84.2(25) keV          | 84.2(25) keV          | 84.2(25) keV          | 39.3(2) h           | FS (.0045%)           | (vários)          | 2+           |
| 255Es               | 99                    | 156                   | 255.090273(12)        | 39.8(12) d          | β- (92%)              | 255Fm             | (7/2+)       |
| 255Es               | 99                    | 156                   | 255.090273(12)        | 39.8(12) d          | α (8%)                | 251Bk             | (7/2+)       |
| 255Es               | 99                    | 156                   | 255.090273(12)        | 39.8(12) d          | FS (.0041%)           | (vários)          | (7/2+)       |
| 256Es               | 99                    | 157                   | 256.09360(11)#        | 25.4(24) min        | β-                    | 256Fm             | (1+,0-)      |
| 256mEs              | 0(100)# keV           | 0(100)# keV           | 0(100)# keV           | 7.6 h               | β- (99.99%)           | 256Fm             | (8+)         |
| 256mEs              | 0(100)# keV           | 0(100)# keV           | 0(100)# keV           | 7.6 h               | β-, FS (.002%)        | (vários)          | (8+)         |
| 257Es               | 99                    | 158                   | 257.09598(44)#        | 7.7(2) d            | β-                    | 257Fm             | 7/2+#        |
| 257Es               | 99                    | 158                   | 257.09598(44)#        | 7.7(2) d            | α                     | 253Bk             | 7/2+#        |
| 258Es               | 99                    | 159                   | 258.09952(32)#        | 3# min              |                       |                   |              |

1. ↑   Abreviações:
 α: decaimento alfa 
 β: decaimento beta 
CE: Captura eletrônica
TI: transição isomérica(isomeria nuclear) 
 FS: Fissão espontânea
2. ↑   isótopo mais comum